# Magyar Korona (folyóirat)

A Magyar Korona konzervatív katolikus magyar politikai, társadalmi és közgazdasági heti- majd napilap volt 1877 és 1885 között.
Keletkezésétől, 1877. január 1-jétől Jósika Kálmán báró szerkesztette mindvégig, a lap 1885.  december 25-én történt megszűnéséig. Kiadta az Athenaeum Irodalmi és Nyomdai Rt. Budapesten. Megjelent az első félévben hetenként háromszor, 1877. július 1-jétől hatszor kis íven, 1878. július 28-tól nagy íven jelent meg. A lap kormánypárti volt és élvezte a főpapság támogatását, ám a kor irodalmában és művelődésében nem játszott jelentős szerepet.
A lap nagy ellenfele az egyébként szintén konzervatív, katolikus és antiszemita, de ellenzéki Magyar Állam volt, melyet Lonkay Antal szerkesztett.
1883 januárjában az esztergomi prímási palota zárókövébe zárva három Magyar Korona példányt helyeztek el.

## Szerzői
Csányi Ferenc, Kecskeméthy Aurél, Asbóth János, Kaas Ivor, Jósika Kálmán, Babik József